# Andrés Tamayo
Andrés Tamayo fue un médico y cirujano español del siglo xvii.

## Biografía
Natural de Madrid, fue médico y cirujano, y llegó a serlo de cámara del rey Felipe IV. En 1625 fue nombrado médico de la armada que llevó Fadrique Álvarez de Toledo y Mendoza en la jornada del Brasil. Escribió una obra titulada Tratado breve de álgebra y garrotillo (Cosme Delgado, Madrid, 1621), que se reimprimió varias veces y fue incluida en otros tratados de cirugía como la edición de 1674 de la obra de Juan Calvo. José Antonio Álvarez y Baena dice en Hijos de Madrid ilustres en santidad, dignidades, armas, ciencias y artes, citando a Francisco de Quevedo, que Tamayo también fue autor de las comedias A buen hambre no hay mal pan y Así me lo quiero, el poema heroico El embuste de doña Ana y las obras Los delitos de la tienda, y entretenimientos de las islas y Gladiator sive Medicus. En realidad, estos títulos son ficticios y proceden de una burla disimulada de Quevedo contra Juan Pérez de Montalbán, quien en su Índice de los ingenios de Madrid —insertado en la obra Para todos— recopiló personajes que, según Fernando Plata, para Quevedo habrían resultado poco importantes o incluidos sin criterio.